# Noas Express
Noas Express är namnet på en vandringsutställning på räls om livet på jorden. Utställningen var ett samarbete mellan flera naturhistoriska museer och Naturvårdsverket, med flera, och producerades av den statliga myndigheten Riksutställningar. Noas Express besökte ett större antal orter i Sverige på sin turné under åren 1997 till 1998. Utställningen vände sig i första hand till elever på högstadiet, men också till elever på mellanstadiet och gymnasiet och allmänheten.

## Bakgrund
Noas Express – för livets myller och mångfald var det fullständiga namnet på vandringsutställningen. Initiativet kom från Namsa, Naturhistoriska museers samarbetsorganisation. Ett möte skedde på Naturhistoriska riksmuseet i slutet på oktober 1995, mellan representanter för Namsa, Naturvårdsverket och Riksutställningar. Efter mötet föreslog Namsa ett formellt samarbete för att producera en utställning om biologisk mångfald under kommande år. Det överenskomna samarbetet skulle resultera i Noas Express, som enligt boken Kultur i rörelse – en historia om Riksutställningar och kulturpolitiken togs fram ovanligt snabbt. Produktionen startade hösten 1996 och målsättningen var att utställningen skulle vara klar vid årsskiftet. Det snabba tempot ställde krav på Riksutställningar som lät de egna teknikerna jobba tillsammans med de fem konstnärer som hade engagerats i utställningsbygget. Snickare, ljussättare, elektriker, sömmerskor fick hyras in för att klara tidsplanen. Glasmästare, mattläggare, plåtslagare och tillverkare av neonskyltar anlitades för olika typer av jobb. En del problem dök upp under bygget av utställningen, många av det ovanligare slaget, berättar boken Kultur i rörelse – en historia om Riksutställningar och kulturpolitiken:
En del tekniska problem var svåra att lösa eftersom man var tvungen att ta hänsyn till vagnens rörelser under transport. Ett akvarium med guldfiskar behövde förankras så att inte vattnet skvimpade ut vid tågets svängningar. När sarkofagen av glas skulle flyttas över till vagnen gick den sönder. Först när teknikerna byggde den på plats höll den. Även guiderna på Noas Express ställdes inför utmaningar. De skulle inte bara komma ihåg att mata guldfiskarna utan också ordna mat till grodorna ombord. Vid tågstoppen behövde guiderna leta upp en zooaffär för att få tag på musungar till de glupska grodorna.
För Riksutställningars blev Noas Express ett led i en pågående utveckling. Målet var att hitta metoder för att lättare nå ut i landet med nya utställningar. Målsättningen hade funnits sedan 1965 då Riksutställningar bildades som en statlig försöksverksamhet – bland annat med syfte att undersöka hur kultur skulle spridas med hjälp av vandringsutställningar. Från 1970-talet till 2000-talet inleddes en satsning på ”mobila rum”. Fordonen som transporterade utställningarna också skulle vara deras visningslokal, bland annat i form av tåg.”Utställningståget är ett enkelt och miljövänligt sätt att nå ut i landet till platser som inte har utställningslokal”, förklarade en rapport om Slöjdtåget från 1996. Utställningar på rull, där transportredskapet och utställningsrummet var ett och samma, hade egentligen funnits sedan 1972. Då skaffade Riksutställningar en lastbil med en trailer som rymde både utställning och besökare. Första utställningen i trailern var Gamla ting berättar, som var en del av en studiecirkel i dåvarande Skaraborgs län.
1986 startade Riksutställningar, i samarbete med Statens Järnvägar (SJ), en satsning på tågutställningar. Totalt producerades sex utställningar på räls mellan åren 1987 och 2000. 350 stationer besöktes på olika platser i Sverige. Riksutställningars tåg bestod av specialkonstruerade utställningsvagnar, men också en vagn som hade reserverats för undervisning, möten och filmvisning. Det fanns också en personalvagn för guiderna.

Så här beskrev Helene Broms, producent och projektledare på Riksutställningar, satsningen på tåg:
Riksutställningar har sedan 1987 producerat sex utställningar i samarbete med SJ. Utställningstågen har varit en möjlighet för Riksutställningar att nå ut till mindre orter som inte har egna utställningslokaler. Tåget består av fyra utställningsvagnar och har en specialinredd personalvagn med sovhytter, kök och vardagsrum. Tre guider bor och arbetar på tåget en vecka i taget, dessutom finns en specialanställd lokförare alltid med. De senare tågen har vänt sig till barn och ungdomar som är en viktig målgrupp för oss.
En av tågutställningarna var Drömtåget, en upplevelseutställning för unga som väckte starka känslor hos kritikerna. Bland annat anklagades Drömtåget för att sprida hednatro, ockultism och satanism. Utställningen kunde driva barn att begå både självmord och mord, menade kritiker. En annan utställning på räls var Noas Express, 1997–1998, som bland annat innehöll ”glupska grodor” och andra djur.
De sex olika utställningssatsningarna på tåg var:
- Landskap i nytt ljus, 1987.[16]
- Himla skönt – vad är egentligen vackert?, 1988-1990.[17]
- Drömtåget, 1990-1993.[18]
- Slöjdtåget, 1994-1995.[19]
- Noas Express, 1997-1998.[20]
- Spåra staden, 1998-2000.[19]

## Tema
Temat för vandringsutställningen Noas Express var livet och den biologiska mångfalden på jorden. (Arbetsnamnet var ”Tågutställningen – Myller och mångfald”.) Syftet med Noas Express var att ifrågasätta invanda fördomar och begrepp och starta en debatt om hur livsmiljön på jorden behandlades.

Ur boken Kultur i rörelse – en historia om Riksutställningar och kulturpolitiken:
/.../Syftet var att få besökarna att fascineras över biologisk artrikedom och inspireras att vidta åtgärder för att bevara miljön och den biologiska mångfalden. Det gällde att förmedla starka upplevelser i utställningen. Under vandringen genom tågvagnarna ställdes frågor som: Hur mycket stryk tål jorden? Är du ett hot mot naturen? Vilken art ska utrotas i morgon?/.../

## Produktion
Utställningståget Noas Express rymdes i fyra specialmålade tågvagnar där de tre huvuddelarna var utställningen, verkstaden och ett informationscafé. Målet var att göra utställningens innehåll och form så intressant att alla, oavsett intressen, skulle uppskatta den. Arkitekt Alexis Pontvik, engagerad av Riksutställningar, berättar om visionerna bakom utformningen av Noas Express:
Utställningen Noas Express bygger på en sekvens av olika rum. De är utformade som föremål och inplacerade i tågvagnarnas långsmala volymer. Syftet med föremålen är att förstärka innehållet och göra dess idéer urskiljbara från varandra och minnesvärda i sig. Föremålens yttre förbereder besökaren på det kommande rummet på ett associativt sätt. Rummens utsida har med ett undantag, inget figurativt uttryck utan består av olika material som exempelvis polerad metall, putsad yta, gummi, galler, spegelglas, textil eller plast. För att de enstaka utställningsrummen ska kunna upplevas separeras de av mellanrum vars utformning motsvarar en återskapad tåginteriör. Även om mellanrummen är små, 3-5 steg långa, bildar de en neutral och återkommande rytm som ger besökaren möjlighet att dra ett nytt andetag före nästa utställningsrum.
De fyra vagnarna innehöll var och en fyra visningsrum som vart och ett delades upp i mindre avdelningar med olika underteman och innehåll.
- Rum 1. Avdelning 1: ”Människans egenproducerade mångfald”. Entré i ett cirka 10 kvadratmeter stort rum med väggar som sluttade inåt. På hyllorna en stor mängd moderna elektroniska produkter. ”Inredning och placering medverkar till att framhäva produkterna, deras värde, funktion och skönhet. Belysningen är både dramatisk och förörande”. Avdelning 2: ”Jorden – livets enda (?) planet?”. Intryck av blåst, kyla, mörker, tystnad på en sluttande och livlös planetyta. På avstånd ett ”ensamt utsatt jordklot (som har formen av en boxboll)”. Avdelning 3: ”Livsrummet – livets utveckling på jorden”. Smält himlakropp höljd i en livsskapande atmosfär. Utveckling från enkla organismer till mer komplicerade. Avdelning 4: ”Mångfaldens förlovade salar”. Exempel på världens djurarter och växter.
- Rum 2. Innehöll bland annat avdelningar för utrotade arter och hot mot arter.[23] En konstverk i form av en sarkofag av glas symboliserade redan utrotade djurarter.[6]
- Rum 3 innehöll bland annat det som kallades för ”Möjligheternas verkstad” – ett exempel på människans möjligheter i naturen men också ansvaret för att ta hand om miljön. Här fanns också ”Växthuset” – en plats för ro och eftertanke.
- Rum 4 innehöll biografen ”Gaija”, ”Kafé Existens” och biblioteket ”Den kloka tanken”. Här jämfördes de olika religionerna och filosofierna med varandra. Här berättades historien om Noa och hans ark, som lånat sitt namn till utställningen. Här fanns faktaböcker, filmvisning och musik. Besökarna kunde rita, måla och skulptera, läsa, skriva och debattera, eller ställa frågor ”som måste få ett svar” genom ”datorer med nätverk över hela jorden”.[23]

### Innehåll ”Mångfaldens salar”
I ”Mångfaldens salar gavs exempel på djurlivet på jorden. Här fanns bland annat levande djur förvarade i tre verkstadsbord. Borden var cirka 120 centimeter långa och hade inbyggda akvarier och terrarier. Bord 1 fungerade som akvarium med slamkrypare, krabbor, kräftor, grodor och andra sötvattensdjur. Bord 2 innehöll ett terrarium för diverse insekter i form av bland annat skalbaggar, syrsor, vandrande pinnar och kackerlackor. Bord tre var ett terrarium med nakenråttor. Borden kunde också användas för studier av bland annat fyto- och zooplankton och insekter med hjälp av mikroskop och stereolupp.
Här fanns också icke levande, monterade djur av olika slag:
- Monterade djur: isbjörn, näbbmus, fladdermus med jätteöron, kolibri.
- Ägg: ormägg, myrägg, strutsägg, snäckägg, zooplankton fyllda med ägg, små fågelägg – bland annat från blåmes, krokodilägg, sköldpaddsägg, kackerlacksägg.[25] Totalt fanns inlånade ägg från 26 fågelarter.[26]
- Frön: dubbelkokosnöt, morot, lind, lönn, kastanj, sprängört
- Skelett: bland annat från apa, sköldpadda, lansettfisk, ormskelett, elefanthuvud, kota från valskelett.
- Insekter: K A Perssons samling.
- Fiskar: amfibier.
- Fossil djur: fisködla, fåglar, bärnsten med djur i.
- Fossil växter: ett antal stora växtfossiler.[25]

Ett utställningserbjudande till de lokala utställarna av Noas Express gav följande bild av utställningen:
Rök, hetta, terrarier, levande växter, stjärnhimmel, krossad marmor, vatten och uppstoppade djur är bara något av allt det som möter besökaren i Noas Express. Det är en utställning i fyra tågvagnar som vill skapa förundran och fascination, förklara vikten av att skydda naturens ekosystem, organismer och genetiska variationer. Noas Express är överraskande till sitt innehåll, djärv i sin gestaltning, allt i syfte att få igång en debatt om det viktigaste för vår överlevnad – livet och livsrummet./.../
Insidan av utställningen illustrerades och formgavs av ett antal konstnärer:
- Gunna Grähs illustrerade Pelle Eckermans manus för utställningsrummet ”Möjligheternas verkstad”.[27]
- Bengt Carling ansvarade för innehåll och form i rummet ”Det goda livet”, baserat på samtal om innehållet med Pelle Eckerman och formen med Alexis Pontvik.[28]
- Christer Themptander ansvarade för innehåll och form i rummet ”Hoten”, baserat på samtal om innehåll med Pelle Eckerman och form med Alexis Pontvik och med hänsyn tagen till en film av Per Sandén som skulle projiceras i rummet.[29]
- Christian Partos ansvarade för innehåll och form i rummet ”Livets utveckling på jorden”, baserat på samtal om innehåll med Pelle Eckerman och form med Alexis Pontvik.[30]

I anslutning till utställningen arrangerades olika former av kringaktiviteter. Ett exempel på det var det program som arrangerades 20, 24 och 27 september 1997 i samband med visningen i Luleå. Här nedan ges exempel på programinnehållet de tre dagarna:
- Lördag 1997-09-20: ”Ur Norrbottens flora”. Rapport av Lennart Stenberg om sommarens inventeringar av Föreningen Norrbottens flora och Studiefrämjandet. ”Miljöbussen i museiparken”. Luleå miljöskolas miljöbuss – rullande skolsal med utrustning – demonstrerades varje hel timme 12-15 i Museiparken.
- Onsdag 1997-09-24: ”Miljöarbetet i skolan”. Miljöbussen visades i Museiparken. Resa med miljöbussen från Museiparken till Stadsöskolan där Ulf Carsson berättade om miljöprojektet ”Borgargårdsprojektet”. I Norrbottens museum informerade Göran Öhman om Luleå miljöskola.
- Lördag 1997-09-27: ”Om vår miljö”. Ulf Bergelin från Luleå kommuns miljökontor berättade om biologisk mångfald och Agenda 21-arbete, Lotta Gröning Degerlund kåserade om mänsklig mångfald och ledde senare en debatt på temat ”skogsbolagen och den biologiska mångfalden”. ”Laponia – en bildresa genom Lapplands världsarv” med intendent Thomas Öberg från Ájtte, Svenskt fjäll- och samemuseum. Rektor Roger Eriksson berättade om Furuparksskolans miljöarbete. Professor Nils Tiberg redogjorde för Föreningen Maskringens kretsloppsarbete i Luleå, Boden och Morjärv.
- Dessutom utställning Norrbottens museum med anledning av Noas Express: ”Botaniska bilder” Bo Mossberg, 1997-09-06–10-19.[31]

## Turné
Vandringsutställningen Noas Express turnerade mellan 2 december 1996 och 7 juni 1998. Från slutet på 1996 och till slutet av 1997 förväntades Noas Express besöka cirka 75 orter i Sverige. Utställningståget stannade som regel måndag till fredag på varje visningsort.
Här följer några av de orter som Noas Express visades på 1997:

### 1997
- Tomelilla, Tomelilla kommun 7/1-12/1.
- Simrishamn, Simrishamns kommun 14/1-19/1.
- Helsingborg, Helsingborgs museum 21/1-2/2.
- Klippan, Studiefrämjandet 4/2-9/2.
- Bromölla, Naturskyddsföreningen 11/2-16/2.[32]
- Lidköping, kommunledningskontoret 18/2-23/2.
- Hässleholm, kulturförvaltningen 25/2-2/3.
- Klippan, stationen Båstad 4/3-9/3.
- Lund, Studiefrämjandet 11/3-23/3.
- Ludvika, Ludvika kommun 25/3-27/3.
- Strömsund, Strömsunds kommun 8/4-13/4[33]
- Arvidsjaur, kulturförvaltningen 15/4-20/4.
- Vilhelmina, Vilhelmina kommun 22/4-27/4.
- Sorsele, Sorsele kommun 29/4-11/5.
- Storuman, Storumans kommun 13/5-17/5.
- Uppsala, Miljötorget 20/5-25/5.
- Bollnäs, Bollnäs kommun 27/5-8/6.[34]
- Halmstad, järnvägsstationen 10/6-15/6.[35]
- Malmö, järnvägsstationen 12/8-24/8.
- Sundsvall, järnvägsstationen 26/8-31/8.
- Kiruna, järnvägsstationen 2/9-7/9.
- Gällivare, järnvägsstationen 9/9-14/9.
- Lycksele, järnvägsstationen 16/9-21/9.[36]
- Luleå, järnvägsstationen 23/9-28/9.
- Skellefteå, järnvägsstationen 30/9-5/10.
- Örnsköldsvik, järnvägsstationen 7/10-12/10.
- Kramfors, järnvägsstationen 14/10-19/10.
- Ljusdal, järnvägsstationen 21/10-26/10.[37]
- Orsa, järnvägsstationen 28/10-2/11.
- Rättvik, järnvägsstationen 4/11-9/11.[38]
- Vansbro, järnvägsstationen 11/11-16/11.
- Arvika, järnvägsstationen 18/11-23/11.
- Åmål, järnvägsstationen 25/11-30/11.
- Dals Ed, järnvägsstationen 2/12-7/12.
- Tanumshede, järnvägsstationen 9/12-14/12.[39]
- Lysekil, järnvägsstationen 16/12-21/12.[40]

## Reaktioner
Miljöaktuellt, 1997-01-29:
Belysningen är sparsam. Från hål i väggarna tittar konstgjorda ögonpar in mot en jordglob, som likt en boxboll hänger från takets mitt. Två killar i 15-årsåldern boxar ivrigt på den. – Hur mycket stryk tål jorden? undrar Charlotte Fabricius, vår guide. Platsen är en tågvagn på järnvägsstationen i Kristianstad. Killarna går i årskurs åtta i Fjälkinge skola strax utanför staden. Tillsammans med övriga klasskamrater och sin lärare Ingrid Priemer besöker de Noas Express, fyra tågvagnar som byggts om och nu hyser en utställning om biologisk mångfald./.../– Vi hoppas att utställningen ska väcka känslor, tankar och frågor och att besökarna ska känna glädje över den biologiska rikedomen och förstå hur viktigt det är att bevara den, säger Charlotte Fabricius, geovetare och en av guiderna, som alltid finns med på utställningståget. Utställningen har gjorts av Riksutställningar och SJ, i samarbete med Centrum för biologisk mångfald, Naturvårdsverket, Namsa (Naturhistoriska museernas samarbetsorganisation), Naturhistoriska riksmuseet samt Alu-gruppen/Arbetsförmedlingen Södermalm i Stockholm. Den vänder sig främst till landets högstadieelever, men passar även vuxna./.../
Skaraborgs Allehanda, 1998-01-21:
Noas Express för livets myller och mångfald lyder rubriken på den utställning som rullat in på Resecentrum. Tåget ska ge skolelever en tankeställare till hur vi behandlar vår natur. Utställningen är helt uppbyggd i fyra tågvagnar som rymmer åtta utställningsrum. Tillsammans ger de en resa med ljud-, ljus- och bildspel som ska väcka eftertanke. Tåget stannar en vecka på varje ort och utställningen vänder sig först och främst till elever i årskurs åtta och nio. Med till varje ort finns tre guider som med varsin grupp vandrar genom tåget. Utställningen är skapad av fem konstnärer som på temat ”livets myller och mångfald” försökt att skapa miljöer (konstverk) som ska väcka eftertanke./.../
Bergslagsposten, 1998-03-04:
Riksutställningars och SJ:s utställningståg Noas Express har rullat in på stationen. Fram till och med söndag skall det stå där för allmänheten och skolklasser att besöka. Först ut på plan på tisdagen var elever från Lindeskolan. Esteter ur första årskullen på Lindeskolan tillsammans med läraren Erik Alm var de första att besöka utställningståget. Under en knapp timme fick de en guidad tur genom livets myller och mångfald och det var en stund full av dramatik som manade till eftertanke i miljöns tecken. På Noas Express handlar det nämligen om upplevelser. Där är varje rum utformat som tredimensionella tavlor utan given tolkning där varje betraktare bär på sin egen tolkning./.../Som sammanfattning kan man säga att påstigningen på Noas Express gjorde att man började tänka på vad vi egentligen håller på med, den manade till eftertanke. – Spännande utställning, tyckte Andreas Sedin. – Häftigt, var Lisa Mossbergs spontana kommentar. – Verkligen tänkvärt och välgjort, menade Erik Alm som tillsammans med klassen kommer att följa upp utställningen. – Miljö är ju något som ingår i våra ämnen och nu ligger det ju nära till hands att spinna vidare på det här, tyckte han./.../
Östra Småland, 1998-03-31:
I maj rullar ett ovanligt tåg in på Mönsterås station. ”Noas Express” heter tåget och dess innehåll är en upplevelseutställning med jorden, livet och miljöförstöringen som tema. I december 1996 började utställningståget rulla runt i Sverige. Sedan dess har tusentals högstadieelever – för det är till den målgruppen utställningen riktar sig – på ett ganska handgripligt sätt kastats in i den problematik som råder kring vår jord och människornas behandling av den. Tågsättet bestär av fyra utställningsvagnar som i sin tur är indelade i ett antal rum. Rummen har inretts av fem konstnärer; Helena Byström, Bengt Carling, Robert Nyberg, Christian Partes och Christer Themtander. – Syftet är inte att ge svar utan att väcka frågor, säger Annika Angare, samordnare för utställningen. Vi vill få igång en diskussion mellan eleverna och ge dem insikt i de olika aspekter som finns kring problemen med miljöförstöring./.../I ett rum är det helt mörkt. I väggarna sitter små lysande ”ögon”. I mitten av rummet hänger en boxboll, målad som jordklotet. – I det rummet blir det alldeles tyst. Till och med stojiga och uppspelta skolbarn manas till eftertanke när de ser montaget. I ett annat rum ligger ett foster i en glas-sarkofag. Åtminstone ser det så ut, men det är i själva verket en bild som projiceras inuti glas-sarkofagen. Fostret är en tasmansk tiger, en art som med största sannolikhet dog ut 1936. I bakgrunden i detta ganska skrämmande rum hör man en ansträngd andhämtning och genom ett optiskt trick har man fått det att se ut som om fostret andas. Mycket tydligare än så kan det inte bli./.../

## Ekonomi
Den totala produktionskostnaden för vandringsutställningen Noas Express beräknades till 2 240 000 kronor. Den totala turnékostnaden för 1996 och 1997 beräknades till 2 745 000 kronor.
Den lokala utställaren av Noas Express betalade som regel 15 000 kronor i hyra för en vecka. Undantag fanns, både när det gällde pris och utställningstid. Mjölby kommun betalade 12 000 kronor för perioden 1998-04-07–04-09. Malmö stads miljöförvaltning betalade 25 000 kronor för perioden 1997-08-12-24.